# Dryopteris arecesiae
Dryopteris arecesiae är en träjonväxtart som beskrevs av Perez Carro och T. E.Diaz. Dryopteris arecesiae ingår i släktet Dryopteris och familjen Dryopteridaceae. Inga underarter finns listade.